# مطار باجاديان
مطار باجاديان (بالإنجليزية: Pagadian Airport)‏ (إياتا: PAG، إيكاو: RPMP) هو مطار عام يخدم مدينة باجاديان ويشغل المطار هيئة الطيران المدني الفلبينية. يقع المطار على بعد نحو 5 كيلومترات من وسط المدينة ويقع في بارانجايس موريكاي وتيجوما في باجاديان.